# چومارا
چومارا (انگلیسی: Chumara) یک شهرک در شهرستان کالتاسینسکی استان باشقیرستان کشور روسیه است.